# 방과 후 주사위 클럽
방과 후 주사위 클럽(일본어: 放課後さいころ倶楽部, After School Dice Club) 은 나카 미치 히로가 쓰고 그린 일본 만화 시리즈이다. 보드게임 카페를 차리려는 10대 소녀들의 노력에 초점을 맞춘다. 2013년 3월부터 2021년 6월까지 쇼가쿠칸의 소년 만화 잡지 겟산에 연재되었으며, 단행본 19권으로 챕터가 수집되었다. 라이덴 필름이 각색한 애니메이션 TV 시리즈는 2019년 10월부터 12월까지 방영되었다.

## 구성
타케카사 미키는 혼자 있기를 좋아하는 수줍은 여고생이다. 어느 날, 방과 후 그녀는 새로운 전학생 타카야시키 아야를 만나 함께 모험을 떠나자고 설득한다. 얼마 후 그들은 학급 대표인 오노 미도리가 유흥가로 향하는 것을 발견한다. 그녀를 따라가다 그녀가 게임 가게에서 일한다는 사실을 알게 된다. 이 발견을 통해 미키, 아야, 미도리는 보드 게임에 대한 열정을 공유하고 있음을 깨닫게 된다. 이처럼 그들은 서로 다른 게임을 함께 하며 시간을 보낸다.